# مردم‌سالاری اجماعی
مردم‌سالاری همرایانی یا دموکراسی اجماعی (به انگلیسی: Consensus democracy) کاربرد تصمیم‌گیری هم‌رایان در روند قانون‌گذاری در یک مردم‌سالاری است.
مشخصه آن یک ساختار تصمیم‌گیری است که گستره پهنی از نظرها را درگیر می‌کند و به آن توجه می‌کند، در روبه‌رو با سیستم‌هایی که اکثریت (ماژوریتی) برنده رای این پتانسیل را دارند که می‌توانند نظرهای اقلیت‌ها (مینوریتی) را نادیده بینگارند که آن سیستم‌ها به عنوان دموکراسی اکثریت (مِهتری) رده‌بندی می‌شوند.

## نمونه‌ها
دموکراسی اجماعی بیشتر در کشورهایی خاص همچون سوئیس، آلمان، دانمارک، لبنان، سوئد، عراق و بلژیک تجسم یافته‌است، جایی که همرایان و اجماع از ویژگی‌های مهم و برجسته فرهنگ سیاسی است، به ویژه با هدف و دید پیش‌گیری از چیرگی یک گروه زبانی یا فرهنگی در روند سیاسی.